# Altensteinia
Altensteinia es un  género de unas siete especies de orquídeas epífitas  de la Subtribu Cranichidinae de la familia (Orchidaceae). (Subfamilia Spiranthoideae). Se distribuye por los Andes en la Suramérica tropical, también por Brasil y Argentina.

## Descripción
Produce una roseta basal de hojas.  Del centro de estas rosetas brotan espigas llenas densamente de flores intrincadas y no resupinadas de colores verdes y amarillos. Los labelos son la parte más vistosa de la flor, normalmente circulares y ligeramente cóncavos que están libres desde la  columna erecta, con un rostelo truncado. El sépalo dorsal libre de los sépalos laterales. Posee polinia blandos y comestibles.
A diferencia del género relacionado  Aa, las flores de Altensteinia siempre están sostenidas por brácteas florales coloreadas.

## Taxonomía
El género fue descrito por Humboldt, Amadeo Bonpland y Kunth y publicado en Nova Genera et Species Plantarum (quarto ed.) 1: 333. 1815[1816].
Etimología
Altensteinia: nombre genérico que le fue dado en honor del Baron von Stein zum Altenstein.

## Especies deAltensteinia
- Altensteinia boliviensis  Rolfe ex Rusby (1895)
- Altensteinia citrina  Garay (1978)
- Altensteinia elliptica  C.Schweinf. (1951)
- Altensteinia fimbriata  Kunth (1816) - especie tipo
- Altensteinia longispicata  C.Schweinf. (1941)
- Altensteinia marginata  Rchb.f. (1878)
- Altensteinia virescens  Lindl. (1845)